# Vladimir Kovačević (football, 1992)
Vladimir Kovačević, né le 11 novembre 1992 à Odžaci en Yougoslavie, est un footballeur serbe. Il évolue actuellement au FK Sokol Saratov au poste de défenseur central.

## Biographie

### En club
Il joue cinq matchs en Ligue Europa lors de la saison 2016-2017 avec le club de Vojvodina.

### En équipe nationale
Il joue avec les moins de 18 ans, puis avec les espoirs.